# Клеберг, Клотильда
Клотильда Клеберг или Клееберг (нем. Clotilde Kleeberg; 27 июня 1866, Париж — 7 февраля 1909, Брюссель) — французская пианистка еврейского происхождения.
Дочь немецкого торговца, перебравшегося в Париж из Майнца. Окончила Парижскую консерваторию (1878) по классу Луизы Массар и в том же году дебютировала с Третьим концертом Людвига ван Бетховена в концерте под управлением Жюля Падлу. С 1881 г. гастролировала в Германии, Нидерландах, Австро-Венгрии и России, получив особенную известность как исполнительница Роберта Шумана (предполагается, что в начале 1880-х гг. она брала во Франкфурте-на-Майне уроки у Клары Шуман). Особое признание завоевала в Англии, где выступала также в составе фортепианного трио с Вилмой Неруда и Альфредо Пиатти. В 1894 г. вышла замуж за бельгийского скульптора Шарля Самуэля. В 1905 г. записала на роликах Welte-Mignon несколько пьес Бетховена, Шопена, Мендельсона, Мошковского, Рамо и Сен-Санса.